# Domingos Lopes
Pour les articles homonymes, voir Lopes.
Domingos Lopes, de son nom complet Domingos António Lopes, est un footballeur portugais né le 28 août 1912 à Mértola et mort à une date inconnue. Il évoluait aux postes d'arrière gauche et d'ailier droit.

## Biographie

### En club
Domingos Lopes est d'abord joueur du Lusitano VRSA,.
Il rejoint le Benfica Lisbonne en 1933,.
Avec Benfica, Domingos Lopes est sacré Champion du Portugal en 1936, en 1937 et en 1938.
Il raccroche les crampons après une dernière saison au Lusitano VRSA en 1938-1939.
Il dispute un total de 36 matchs pour 6 buts marqués en première division portugaise,.

### En équipe nationale
International portugais, il reçoit deux sélections en équipe du Portugal en 1934 lors d'un barrage pour la Coupe du monde 1934 contre l'Espagne. Le 11 mars, le Portugal s'incline sur une défaite 0-9 à Madrid. Le 18 mars, lors du barrage retour, l'équipe portugaise perd sur le score de 1-2 à Lisbonne.

## Palmarès
Benfica
- Championnat du Portugal (3) :
  - Champion : 1935-36, 1936-37 et 1937-38.